# Logic Theorist
Le Logic Theorist est un programme informatique écrit en 1955 et 1956 par Allen Newell, Herbert Simon et Cliff Shaw. Il a été conçu pour reproduire les compétences de résolution de problèmes d’un être humain et est considéré comme le premier programme d'intelligence artificielle. Il a été capable de prouver 38 des 52 théorèmes des Principia Mathematica de Whitehead et Russell.
Il a été présenté en 1956 lors de la conférence de Dartmouth, considérée comme l'acte de naissance de l'intelligence artificielle en tant que domaine de recherche autonome.